# Aspalathus leptoptera
Aspalathus leptoptera är en ärtväxtart som beskrevs av Harry Bolus. Aspalathus leptoptera ingår i släktet Aspalathus och familjen ärtväxter. Inga underarter finns listade i Catalogue of Life.